# Szarvaskend
Szarvaskend là một thị trấn thuộc hạt Vas, Hungary. Thị trấn này có diện tích 10,34 km², dân số năm 2010 là 223 người, mật độ 22 người/km².